# 行政対象暴力
行政対象暴力（ぎょうせいたいしょうぼうりょく）とは、暴力団や社会運動標榜ゴロ等の反社会的勢力、または過剰な要求をする民間企業・団体・個人等が、金銭や各種の利権その他の経済的・金銭的利益・特権を供与させるため、地方公共団体その他の行政機関やその職員等を対象として、「差別」批判・威力・暴力等を背景に行政サービスの提供や公的給付の支給などを、威圧的な言動・居座りといった手段で要求する、違法または不当な要求を行う行為全般のことである。
対行政暴力（たいぎょうせいぼうりょく）、官対象暴力（かんたいしょうぼうりょく）とも称する。官暴（かんぼう）とは後者を略したものであり、「官による暴力」という意味ではない。
かつては告発や報道はタブーとされていたが、2000年代後期以降からは、同和行政を悪用した部落解放同盟等の同和団体による行政対象暴力や同和利権等も摘発されるようになった。

## 概説
大まかに言えば民事介入暴力の類型の一つであり、脅迫または強迫によって義務のないことを行わされる点では同一のものであると言える。大きく異なるのは、行政機関に対して金品の直接的な要求だけではなく便宜供与を求めるケースが多い点にあり、その結果的、被害者となる行政機関とその職員が、不適切な公権力の行使により新たな不法行為を犯すおそれがある。またその後、要求をのんで不法行為を行ったことを理由に、さらなる不当要求をされるおそれもある。そのようなことが起これば、一般的に行政に求められる無謬性、効率性、公平性等が損なわれ、行政機関の統治機構としての正統性が低下することになる。
2003年（平成15年）警察白書には、行政が受けた不当な要求行為の形態として、行政指導等の要求が14.6%、許認可等の決定に関する要求が13.8%（複数回答）との調査結果があり、不適切な公権力の行使を促す要求が少なくないことが分かる。
また、行政対象暴力は、民事介入暴力に比べて新たに発生した問題であり、警察白書において「民事介入暴力」の語は1979年（昭和54年）から確認できるが、「行政対象暴力」の語は、比較的最近の2000年（平成12年）から確認できる。1999年（平成11年）以前の警察白書においては、行政についてはは主にフロント企業の公共事業からの排除に関して触れられている。そのため比較的対策が遅れていたが、企業対象暴力への対応を参考とし、弁護士会等と連携して講習を行い、さらに、不当要求への組織的な対応を規定したコンプライアンス（法令遵守）条例や要綱を制定する動きが見られ、対策が進められている。
2006年の警察白書によれば、2005年末の時点で、日本国内の87.9%の地方自治体がコンプライアンス条例または要綱を制定している。
なお、首長や管理職員にいわゆる「事なかれ主義」が蔓延しており、結果として不当要求を受け入れ続けてきたことも、この問題の根底にある。また、行政対象暴力は暴力団だけが引き起こすとは限らず、その他の団体や個人等により引き起こされる場合もある。
一般には暴力団などが実体のない政治団体（右翼標榜暴力団）などの肩書きを隠れ蓑に要求を通そうとするケースや、同和団体など市民運動や社会運動を標榜する者からの不当要求が多く、暴力団などについては基本的には暴力団対策法により対処が行われることになる。
暴力団ではない者の場合は、暴力団対策法での対応ができないので、コンプライアンスを遵守しながら、代理人である場合は基本権限の確認や、対応マニュアルに沿った慎重な対応を行う必要がある。ただし悪質な場合に対応するために、各行政機関では行政対象暴力の排除についてもマニュアル化されつつあり、監視カメラや録音機の設置された部屋で警備員同席のもとで応対したり、庁舎管理等に関する省令・訓令・条例等により訪問者に退去命令を出したりすることがある。さらに悪質な場合には、不退去罪などといった法令を適用し警察力で排除することもやむを得ないとする場合も多い。
2019年の全国自治体アンケートでは、過去1年間の不当要求者のうち「一般市民」が67.3％を占めている。

## 事件の実例
- 長崎市長銃撃事件 - 1990年、右翼団体が本島等市長（当時）を銃撃した殺人未遂事件
- 長崎市長射殺事件 - 2007年、暴力団が伊藤一長市長（当時）を銃撃した殺人事件
- 飛鳥会事件 - 部落解放同盟系団体理事長が大阪市から公金を横領した事件
- 芦原病院 - 大阪市が同和対策事業により公金を不正支給していた
- 八尾市入札妨害恐喝事件 - 市営住宅の公共工事入札をめぐる恐喝事件
- 北九州土地転がし事件 - 部落解放同盟と全日本同和会による市への土地購入強要事件
- モード・アバンセ事件 - 高知県庁闇融資事件とも。同和利権による詐欺事件[4]
- 御嵩町長襲撃事件 - 産業廃棄物処理をめぐり岐阜県で発生した殺人未遂事件
- 鹿沼市職員殺害事件 - 産業廃棄物処理をめぐり栃木県で発生した殺人事件
- 津市相生町自治会長事件 - 示現舎により告発されたえせ同和事件

## 暴力の手口

### 行為者
暴力団等の反社会的勢力、 部落解放同盟等の同和団体、その幹部や関係者、エセ同和団体、「一般市民」など。

### 暴力の例
- 機関紙、雑誌その他の出版物の購入強要。
- 市民活動団体・政治団体・人権団体として、許認可、行政指導、監督その他の権限などを自己または第三者に有利な形で行使するように強要。
  - 生活保護[1]や雇用保険などの違法給付を強要など
  - 自己解釈により、行政調査による確認行為を妨害し、思い通りの申請、届出結果を得ようとする。
  - 老齢年金の裁定請求の際、上部機関に「職員をクビにしろ」旨の文書や交渉を行い、決定される年金額の引き上げを図ろうとする。
  - 企業舎弟の公共事業への直接参入（指名競争入札への参加、受注業者に対する下請負参入）を強要
  - 公共事業の受注業者に対する現場への自動販売機の設置・出版物の購入等の斡旋を強要…など
- 公共工事現場や公道の管理瑕疵により発生したトラブルなどに対し、必要以上の補償を求める。
- 教育委員会に対し、因縁をつけて継続的に恐喝を行う[5]

これらの要求を通すため、以下の手法が用いられる場合が多い。いずれも企業対象暴力でも見られる手法である。
- 庁舎に侵入して長時間居座る
- 執拗に電話をかけたり電子メールを送りつける
- 机を叩いたり蹴ったりするなどして威圧したり、職員に暴力を振るう
- えせ同和団体に協力しないことなどに対して、「公務員は差別を容認する」「それが差別だと言っているんだ」などと言いがかりをつける
- 決裁権のある幹部職員への面会を要求し、即決を迫る

## テロリズムとの関係
テロリズムと行政対象暴力は、暴力等による恐怖または不安によって目的を達成しようとする点で類似しているが、テロリズムは「広く恐怖または不安を抱かせることによりその目的を達成することを意図して行われる政治上その他の主義主張に基づく暴力主義的破壊活動」と定義されているとおり、思想的あるいは政治的目的の達成のためになされる。
これに対し、行政対象暴力は、民間人が公務員に対して暴力を振るうことで、不法に経済的利益を得ることが目的である。この点でテロリズムと行政対象暴力は異なる。